# Eriopyga albitorna
Eriopyga albitorna är en fjärilsart som beskrevs av Max Wilhelm Karl Draudt 1924. Eriopyga albitorna ingår i släktet Eriopyga och familjen nattflyn. Inga underarter finns listade i Catalogue of Life.